# Bořanovice
Bořanovice (německy Borschanowitz) jsou obec v okrese Praha-východ ve Středočeském kraji. Nachází se zde rybník, starý gotický kostel a bývalá tvrz. Obec se rozkládá asi dvanáct kilometrů severně od centra Prahy a patnáct kilometrů západně od města Brandýs nad Labem-Stará Boleslav. Dle turistického členění Ministerstva pro místní rozvoj patří do regionu Polabí. Žije zde 969 obyvatel.

## Historie
První písemná zmínka o obci pochází z roku 1227.

## Obyvatelstvo
| Rok            | 1869 | 1880 | 1890 | 1900 | 1910 | 1921 | 1930 | 1950 | 1961 | 1970 | 1980 | 1991 | 2001 | 2011 | 2021  |
| -------------- | ---- | ---- | ---- | ---- | ---- | ---- | ---- | ---- | ---- | ---- | ---- | ---- | ---- | ---- | ----- |
| Počet obyvatel | 367  | 491  | 509  | 486  | 508  | 485  | 565  | 514  | 579  | 511  | 532  | 410  | 466  | 820  | 1 114 |
| Počet domů     | 46   | 45   | 51   | 53   | 59   | 71   | 105  | 129  | 124  | 127  | 134  | 147  | 165  | 246  | 309   |

## Obecní správa

### Územněsprávní začlenění
Dějiny územněsprávního začleňování zahrnují období od roku 1850 do současnosti. V chronologickém přehledu je uvedena územně administrativní příslušnost obce v roce, kdy ke změně došlo:
- 1850 země česká, kraj Praha, politický i soudní okres Karlín, obec Sedlec[6]
- 1855 země česká, kraj Praha, soudní okres Karlín, obec Sedlec[6]
- 1868 země česká, politický i soudní okres Karlín, obec Sedlec[6]
- 1922 země česká, politický i soudní okres Karlín[7]
- 1927 země česká, politický okres Praha-venkov, soudní okres Karlín[8]
- 1929 země česká, politický okres Praha-venkov, soudní okres Praha-východ[9]
- 1939 země česká, Oberlandrat Praha, politický okres Praha-venkov, soudní okres Praha-východ[10]
- 1942 země česká, Oberlandrat Praha, politický okres Praha-venkov-sever, soudní okres Praha-východ[11]
- 1945 země česká, správní okres Praha-venkov-sever, soudní okres Praha-východ[12]
- 1949 Pražský kraj, okres Praha-sever[13]
- 1960 Středočeský kraj, okres Praha-východ[14]

### Části obce
- Bořanovice
- Pakoměřice

### Obecní symboly
Znak a vlajka byly obci uděleny rozhodnutím předsedy Poslanecké sněmovny Parlamentu České republiky dne 4. června 1998.

## Společnost

### Rok 1932
Ve vsi Bořanovice (přísl. Pakoměřice, 483 obyvatel, římskokatolický kostel) byly v roce 1932 evidovány tyto živnosti a obchody: autodopravce, výroba elektrických baterií, cihelna, družstvo pro rozvod elektrické energie v Bořanovicích, 3 hostince, 2 kováři, krejčí, obuvník, sklad piva Velkopopovického pivovaru, pokrývač, 8 rolníků, řezník, sladovna, 3 obchody se smíšeným zbožím, spořitelní a záložní spolek pro Bořanovice, 2 trafiky, velkostatek Nostitz, zahradník.

## Pamětihodnosti
Barokní zámek Pakoměřice byl postaven na místě tvrze doložené k roku 1440, o níž je poslední zmínka z roku 1623, kdy již byla patrně rozbořená. Zámek byl později využíván k hospodářským účelům. V 19. století byl adaptován na špýchar a splynul s ostatními hospodářskými budovami.

## Doprava
Dopravní síť
- Pozemní komunikace – Obcí prochází silnice II/243 Praha-Ďáblice - Líbeznice. Katastrálním územím obce prochází silnice I/9 Zdiby - Mělník - Česká Lípa - Rumburk.

- Železnice – Železniční trať ani stanice na území obce nejsou. Nejbližší železniční zastávkou jsou Hovorčovice ve vzdálenosti 3 km ležící na trati 070 v úseku Praha - Všetaty.

Veřejná doprava 2017
- Autobusová doprava – Příměstské autobusové linky projíždějící obcí vedly do těchto cílů: Líbeznice, Liběchov, Mělník, Neratovice, Praha, Předboj, Štětí (dopravce ČSAD Střední Čechy, a. s.) a Líbeznice, Neratovice, Praha, Zálezlice, Obříství, Chlumín, Libiš (dopravce ARRIVA CITY, s. r. o.).

## Další fotografie

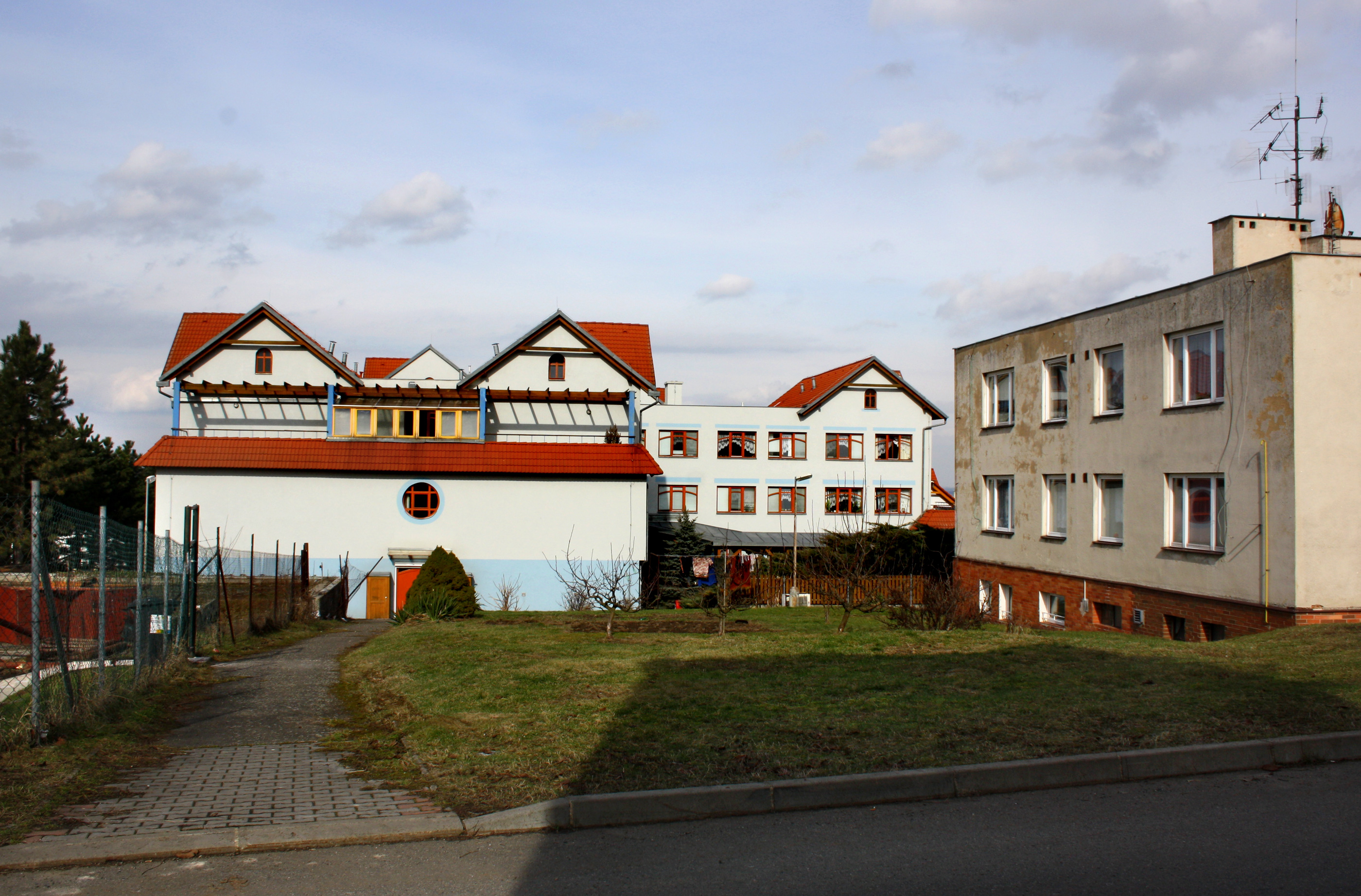
Domov pro seniory
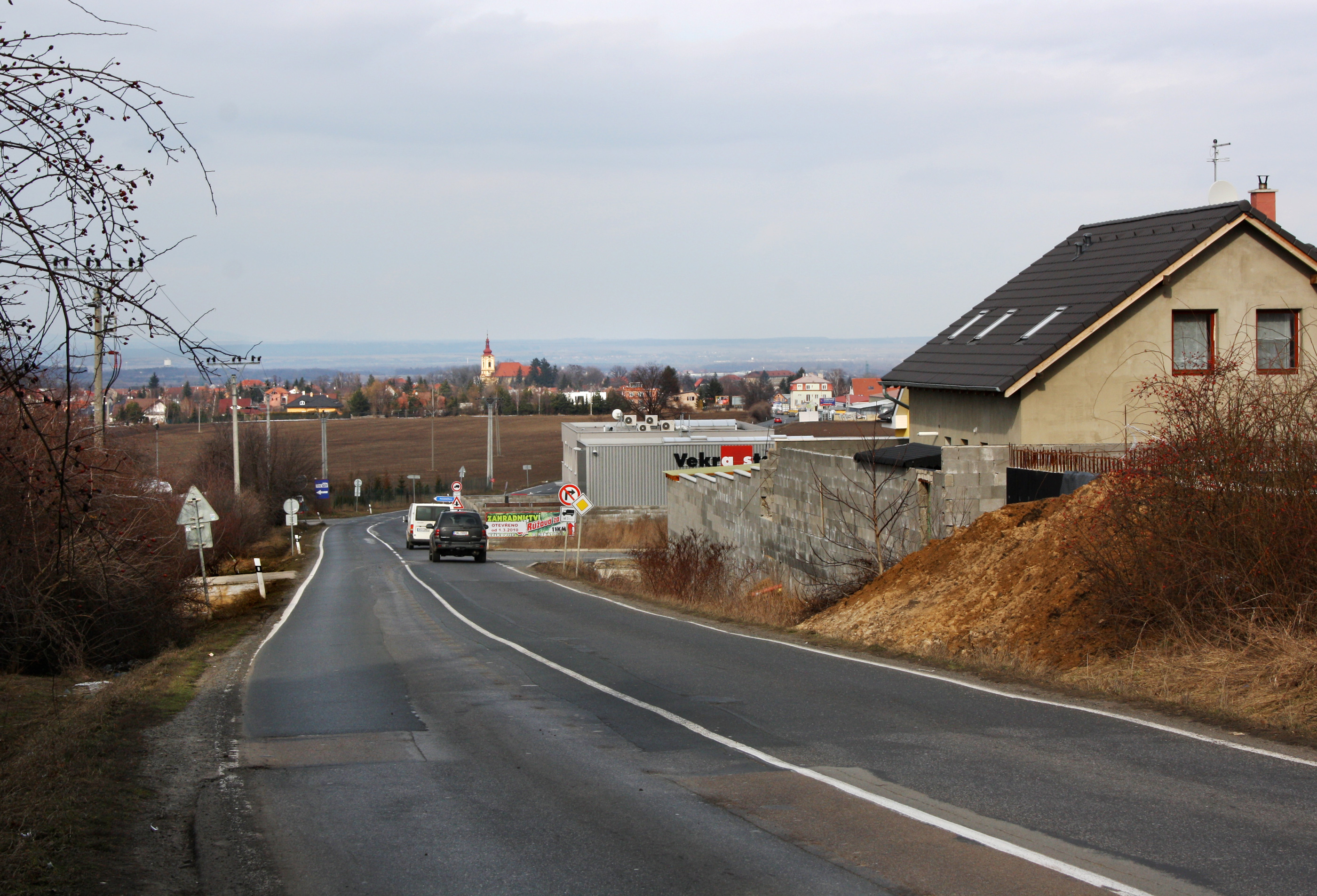
Hlavní silnice směrem k Líbeznicím